# Палилула (община, Белград)
Палилула (серб. Палилула) — муниципалитет в Сербии, входит в округ Белград.
Население муниципалитета составляет 163 382 человек (2007 год), плотность населения составляет 362 чел./км². Занимаемая площадь — 451 км², из них 62,0 % используется в промышленных целях.
Административный центр муниципалитета — город Палилула. Муниципалитет Палилула состоит из 14 населённых пунктов, средняя площадь населённого пункта — 56,4 км².

## Статистика населения муниципалитета
| Год  | Население, человек |
| ---- | ------------------ |
| 1991 | 152 677            |
| 2001 | 154 713            |
| 2002 | 156 438            |
| 2003 | 157 528            |
| 2004 | 159 047            |
| 2005 | 160 542            |
| 2006 | 161 753            |
| 2007 | 163 382            |

### Населённые пункты

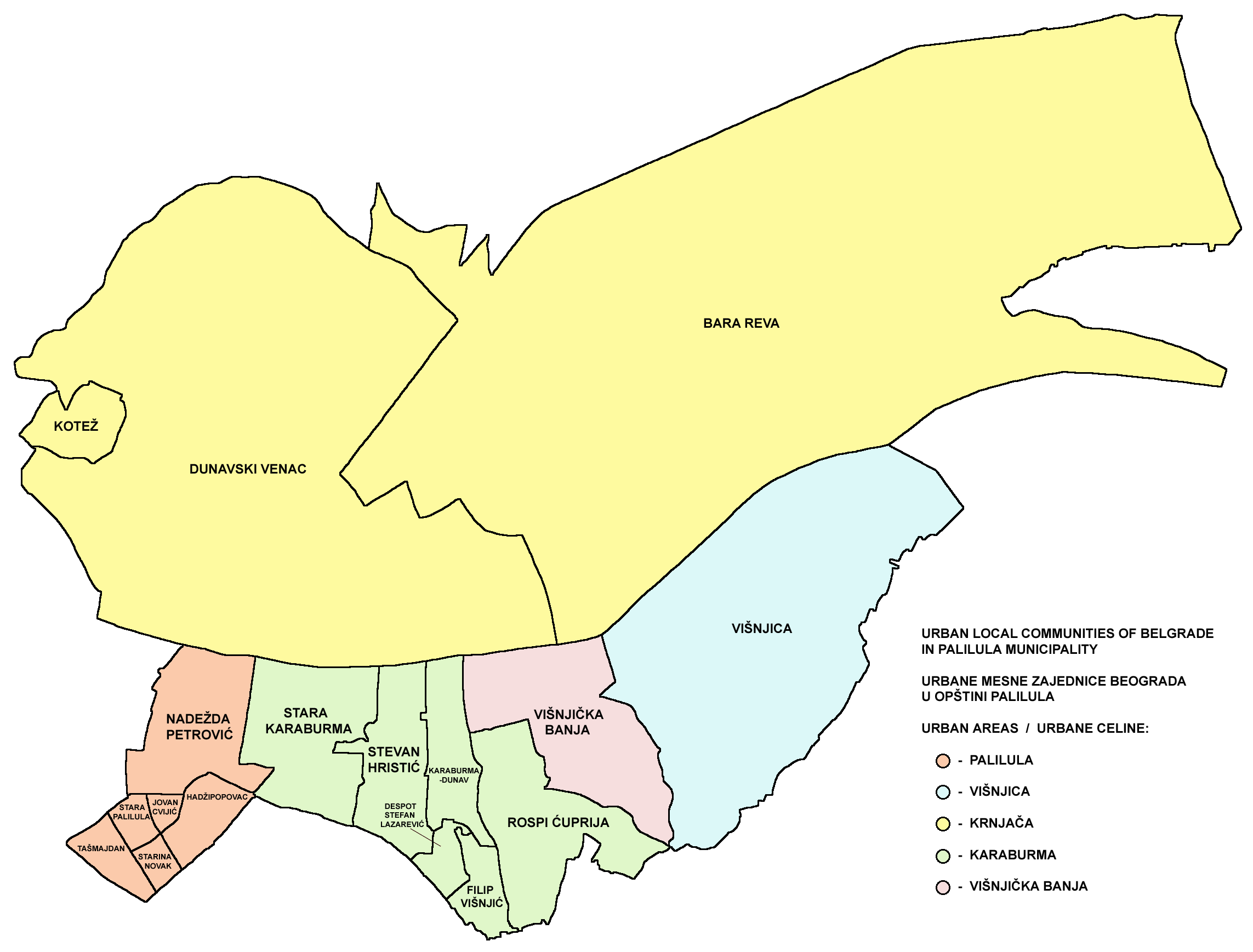
Карта городских округов муниципалитета

Правый берег Дуная:
- Ада-Хуя[англ.]
- Богословия[англ.]
- Велико-Село[англ.]
- Вилинград[англ.]
- Вилине-Воде[англ.]
- Вишница[англ.]
- Вишничка-Баня[англ.]
- Депония[англ.]
- Дунав[англ.]
- Карабурма II[англ.]
- Карабурма-Дунав[англ.]
- Карабурма[англ.]
- Лешче[англ.]
- Нова-Карабума[англ.]
- Палилула
- Профессорска-Колония[англ.]
- Роспи-Чуприя[англ.]
- Сланци[англ.]
- Стара-Карабурма[англ.]
- Ташмайдан
- Хаджипоповач[англ.]
- Чалие[англ.]

Левый берег Дуная:
- Бесни-Фок[англ.]
- Блок-Бранко-Момиров[англ.]
- Блок-Брача-Марич[англ.]
- Блок-Грга-Андриянович[англ.]
- Блок-Зага-Маливук[англ.]
- Блок-Сава-Ковалевич[англ.]
- Блок-Сутеска[англ.]
- Борча
- Врбовски[англ.]
- Глогоньски-Рит[англ.]
- Дунавац[англ.]
- Дунавски-Венац[англ.]
- Ковилово[англ.]
- Кожара[англ.]
- Котеж
- Крняча[англ.]
- Мика-Алас[англ.]
- Овча
- Падинска-Скела[англ.]
- Партизански-Блок[англ.]
- Прелив[англ.]
- Рева[англ.]
- Себеш[англ.]
- Црвенка[англ.]
- Чапля[англ.]
- Широка-Бара[англ.]
- Широка-Греда[англ.]
- Ябучки-Рит[англ.]